# Кибермоббинг

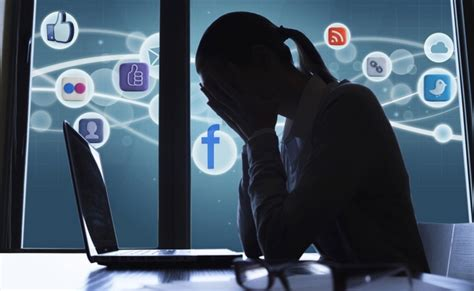
Взрослый индивид подвергается запугиванию через социальные сети

Кибермоббинг — форма групповой травли через интернет, подвид интернет-травли, включающий тактику слухов, дискредитации и запугивания. Отличается от кибербуллинга участием нескольких агрессоров, действующих сообща и целенаправленно, ради достижения конкретного результата. Изначально термин «моббинг» ввёл австрийский зоолог и зоопсихолог Конрадо Лоренц, в книге «Об агрессии», где повествовал о поведении животных. В последствии, словом стали обозначать психологический террор на рабочих местах. Кибермоббинг, в свою очередь, как явление, использует информационные технологии для преследования жертвы. Анонимность и доступность интернета позволяют быстро распространять негативные материалы. Согласно Нэнси Виллард, такая практика действий означает угрозы, домогательства, фиктивные данные, клевету, оскорбления, преследование, публичное разглашение информации и социальную изоляцию.

## Киберсоциализация
Современность в значительной мере опирается на научно-технические инновации, которые обеспечивают доступ к информации через разнообразные массовые медиа, которые играют роль связующего звена в обществе, оказывая сильное влияние на культуру, мнения и мировоззрение. Также широко обсуждается воздействие интернета и социальных сетей, которое имеет как положительные, так и нежелательные аспекты. Интернет, как одна из главных составляющих современной информационной революции, радикально изменил способ взаимодействия с информацией. Сетевой инструмент стал как носителем данных, так и платформой для коммуникации, обмена мнениями и идеями. Однако в смешении позитивных элементов выделяется явление кибермоббинга. Что является новой формой агрессии, использующая анонимность сети для запугивания и унижения жертв. Профессор Альберт Бандура, известный канадский психолог, изучал реальность с позиции социально-когнитивной теории. Согласно его исследованиям, наблюдение за образцом влияет на «научение» путём восприятия, понимания, запоминания, воспроизведения и последующего усиления эталонной модели поведения. Касаясь современной России, как государства, после распада Советского Союза и падения «железного занавеса», страна пережила период трансформации, и региональные СМИ стали активно распространять информацию, которая провоцирует агрессивное поведение в обществе. Сегодня, кибермоббинг приобретает особое значение, так как оказывает критическое воздействие на процессы социализации, требуя тщательного законодательного регулирования для обеспечения безопасности молодёжи в виртуальной среде и пространстве. 
Интернет революционизировал информационное пространство, став опорой коммуникации и открыв возможности для манипуляции сознанием. В рамках контекста выделяется кибермоббинг — обновлённая форма манипуляции, которая оперирует через сети и анонимность для запугивания других. Эрик Берн рассматривал манипуляцию как структурированную систему и стиль жизни. Социальные сети эффективно распространяют информацию, вводя повсеместно унизительный контент. Цель киберагрессоров — создать боязнь быть изолированным и мотивировать участие в травле, особенно среди подростков. Пострадавшие, как правило, имеют эмоциональные проблемы и трудности в общении, они подвержены поиску альтернативных онлайн образов. Киберагрессия включает в себя флейминг, троллинг, кибербуллинг и кибермоббинг. Причины варьируются от скуки до желания мстить. Результатами является депрессия и социальная изоляция. Существуют вопросы о полицейской реакции и эффективности законов. Рекомендации для жертв состоят из ограничения онлайн активности, соблюдения личной безопасности, обращения за помощью и мирный образ действий и поступков. 
Технологические достижения, особенно в информационных технологиях, сильно расширили интернет. Мировой коммуникационный инструмент оказывает позитивное воздействие на общество и молодёжь, но также часто сопровождается негативами, составляя кибербуллинг и троллинг. Троллинг, как тип агрессии в сети, имеет разные значения, причины содержат любопытство, самоутверждение и желание выделиться. Особое внимание следует уделить воздействию на детей, которые становятся потерпевшими или агрессорами. Кибермоббинг, онлайн-агрессия, проявляется в разных цифровых средах и носит устойчивый характер. Развитие социальных сетей привело к доступности личных данных и влияет на онлайн-репутацию. Проблема кибермоббинга заключается в трудности выявления и предотвращения из-за непрерывного онлайн-взаимодействия. Моббинг принимает разные формы и сводится к серьёзным психологическим последствиям. В ответ на опасность кибермоббинга, помимо юридических мер, важно обеспечивать соответствующее образование молодых людей и прямую осведомлённость, в связи с быстро меняющимся условиям окружающей среды.

## Стимулы возникновения
Современная наука активно исследует проблему школьного насилия во всех её аспектах, включая разнообразные формы агрессии и жестокость. Широко распространённое агрессивное поведение, проявляющееся со стороны сверстников, и прочие проявления насилия создают небезопасную и некомфортную атмосферу в образовательных учреждениях. Особенно заметен моббинг — систематическое угнетение одного человека целой группой. В этом контексте неизбежно возникает ситуация, когда жертва либо не способна определить своих обидчиков, либо, в худшем случае, ошибочно считает их своими друзьями. Следует отметить, что насилие не зависит от пола, и обычно проявляется как в физической, так и в психологической формах. Стоит помнить, что и учителя бывают источниками агрессивных действий в школьной среде. Важным шагом в решении этой проблемы является наличие социальных программ в школах, составляющих тренинги и сотрудничество с экспертами в разнообразных областях. Такой подход способствует снижению проявлений насилия и созданию более безопасной образовательной среды. Организация мероприятий и важная роль социальных педагогов как посредников способствуют формированию благоприятной атмосферы в школе. Очень важными являются профилактические меры, а также обучение учащихся навыкам противостояния насилию. Данные действия оказывают позитивное влияние на уменьшение количества насилия и улучшение общей атмосферы в учебных заведениях. Комплексный подход, включающий в себя исследования, образовательные программы и практические меры, является важным инструментом в борьбе с проблемой школьного насилия и способствует формированию более безопасной и поддерживающей окружающей среды для всех участников образовательного процесса.
Факторы, которые способствуют проявлению деструктивного поведения у школьников:
История насилия
- Опыт физического или психологического насилия со стороны родителей или даже учителей оставляет глубокие эмоциональные шрамы, которые возникают в форме агрессии и деструктивности.

Учебные трудности
- Низкая успеваемость и частые пропуски вызывают чувство беспомощности и неуверенности. Ученики которые прячут свои неудачи, дабы отвлечь внимание от учебных трудностей.

Борьба за статус
- Школьная среда насыщена соревнованием за власть и авторитет. Школьники, стремящиеся получить признание сверстников, используя при этом уникальный образ как способ укрепить свой статус в группе.

Вредные привычки
- Злоупотребление алкоголем, курение и другие вредные привычки наносят вред здоровью и ведут к смещению личности из-за изменений в психологическом состоянии.

Социально-экономический статус
- Низкий социально-экономический статус семьи создаёт дополнительные стрессы, связанные с отсутствием ресурсов для удовлетворения базовых потребностей. Это способствует изменениям сознания, как способу справиться с напряжением.

Семейные конфликты
- Конфликты внутри семьи, разводы родителей и прочие семейные трудности влияют на психологическое состояние школьников и становятся источником стресса, что, в свою очередь, проявляется в самых разнообразных, порой слабо обдуманных, поступках.

## Формы кибермоббинга
Кибермоббинг, включая оскорбительные комментарии и распространение слухов в сети, представляет собой размещение ложных утверждений или негодующих высказываний с целью причинить вред или вызвать неудобства для личности, причём действия осознаются и совершаются организованной группой. Явление имеет отрицательные последствия как для индивидуальных лиц, так и для общества в целом. Отрицательная атмосфера недоверия и вражды, формируемая при таких действиях, способствует распространению агрессии в онлайн-среде. Одно из самых опасных проявлений – подстрекательство к самоубийству и угрозы, что доставит серьёзные психологические последствия в будущем. Манипуляции с фото и видео, нацеленные на дискредитацию или дезинформацию, также распространены. Подделанные профили и ложные данные влекут дезориентацию и конфликты, нарушая нормы этики и права человека. Оскорбления по характеристикам человека способствуют ненависти и подрывают толерантность. Повреждение и порча онлайн-ресурсов нарушает устойчивость виртуальных пространств и носит долгосрочные последствия. Распространение личной информации жертвы наносит прямой ущерб, нарушение приватности и угрозу безопасности.

## Проявление кибермоббинга
Основные площадки для выхода агрессии и деструктивного поведения группы людей, с определённой целью:
Социальные сети
- VK, Facebook: Ложные слухи о человеке распространяются через публикации на страницах или дерзкие комментарии, которые оставляют другие пользователи под постами.
- Instagram: Пользователи злонамеренно комментируют фотографии, оставлять отрицательные отзывы, а также создавать фейковые аккаунты для распространения оскорбительных материалов.
- Twitter: Отправка шалостей и обидных сообщений через твиты или прямые сообщения, что вызывает отвращение у получателя.

SMS (служба коротких сообщений)
- Отправка угрожающих или язвительных текстов на мобильные устройства создаёт эмоциональный дискомфорт у жертвы.
- Рассылка множества странных сообщений на номера телефонов приводит к нежелательным контактам и нагрузке на коммуникационные каналы.

Мгновенные сообщения
- WhatsApp: Создание анонимных групп или отправка унизительных текстов, фотографий и видео через чаты вызывает стресс и тревогу у получателей.
- Telegram: Сознательное создание анонимных каналов для распространения угроз и оскорблений влечёт эмоциональный вред.
- Viber: Пересылка сообщений с ненавистным содержанием через личные сообщения вызывает негативную реакцию и повлиять на эмоциональное состояние заложника ситуации.

Электронная почта
- Письма с шантажом: Отправка электронных писем, содержащих угрозы, вызывает страх и тревогу у получателя.
- Рассылка оскорбительных материалов: Отправка ненавистных комментариев и изображений через электронную почту оскорбляет и даже нарушает эмоциональное равновесие потерпевшего.

Онлайн-игры
- Многопользовательские игры: Игроки часто издеваются над отличными от себя, оскорбляют в чатах или гриферят, нанося ущерб имуществу игроков.
- Игровые и голосовые чаты: Отправка оскорблений в адрес соперников сказывается на игровом опыте и настроении.

Форумы
- Оскорбления и троллинг: Создание специальных тем или комментариев с целью оскорбить прочих участников форума нарушает атмосферу дискуссии.
- Публикация ложных сведений: Размещение дезинформации о иных участниках форума наносит моральный вред и вызывает негативную реакцию.

Блоги
- Оскорбительные комментарии: Публикация оскорблений и злостных комментариев под постами блогера провоцирует резкую реакцию у автора и читателей.
- Спам: Блогеры обычно сталкиваются со спамом в своих комментариях, что нарушает нормальный ход обсуждения.

Виртуальные сообщества
- Онлайн-группы и фандомы: В группах с общими интересами пользователи иногда оскорбляют друг друга из-за различий во взглядах, нарушая атмосферу уважения.
- Образовательные платформы: Виртуальные классы и образовательные форумы также могут подвергаться кибермоббингу, где студенты дразнят или унижают своих однокурсников, нарушая комфортное обучение.